# های لاین

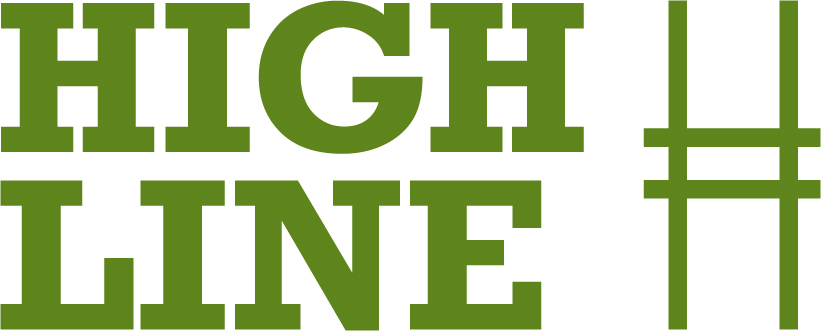

های لاین (به انگلیسی: High Line) یک پارک خطی ۱ مایلی (۱٫۶کیلومتری) است که بر روی بخش مرتفعی از خط آهن ۱٫۴۵مایلی(۲٫۳۳ کیلومتری) قدیمی وست ساید که به طرف جنوب منهتن می‌رود با فضای سبز بازسازی شده‌است و به عنوان یک راه سبز در ارتفاع طراحی شده‌است. در حال حاضر بخشی از این پارک که بین خیابان گرنسوورت واقع در ناحیهٔ میت پکینگ و خیابان ۳۰ام (در محلهٔ چلسی) واقع در وست ساید یارد در نزدیکی مرکز کنوانسیون جاویتس است مورد بهره‌برداری قرار گرفته‌است. بازسازی این خط آهن به عنوان یک پارک درون‌شهری موجب رونق بخشیدن به بازار املاک در همسایگی این راه شده‌است.

## نگارخانه

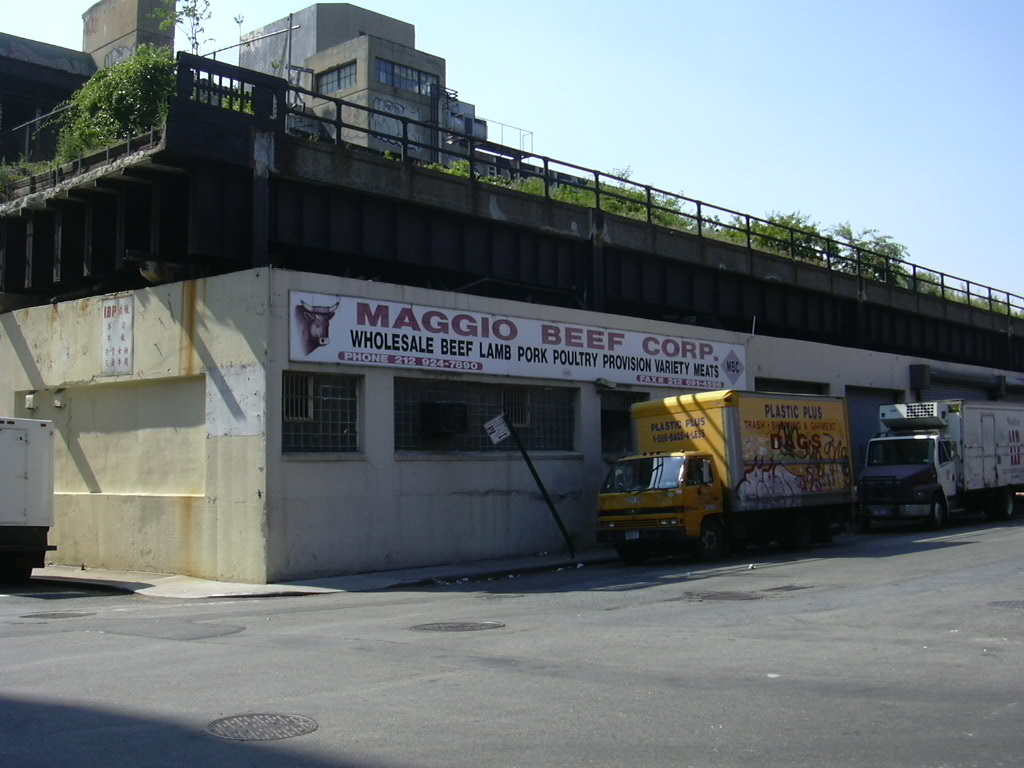
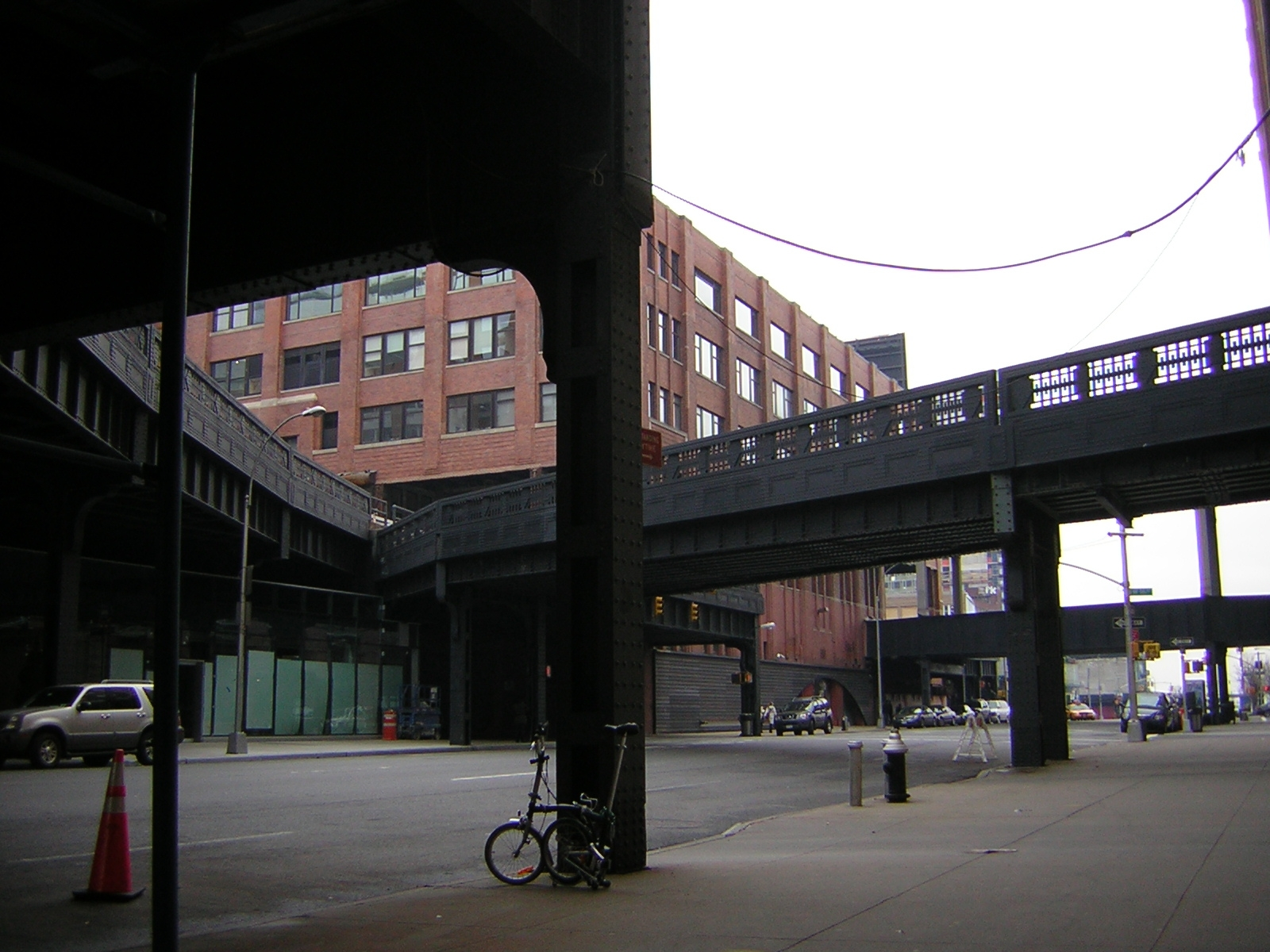
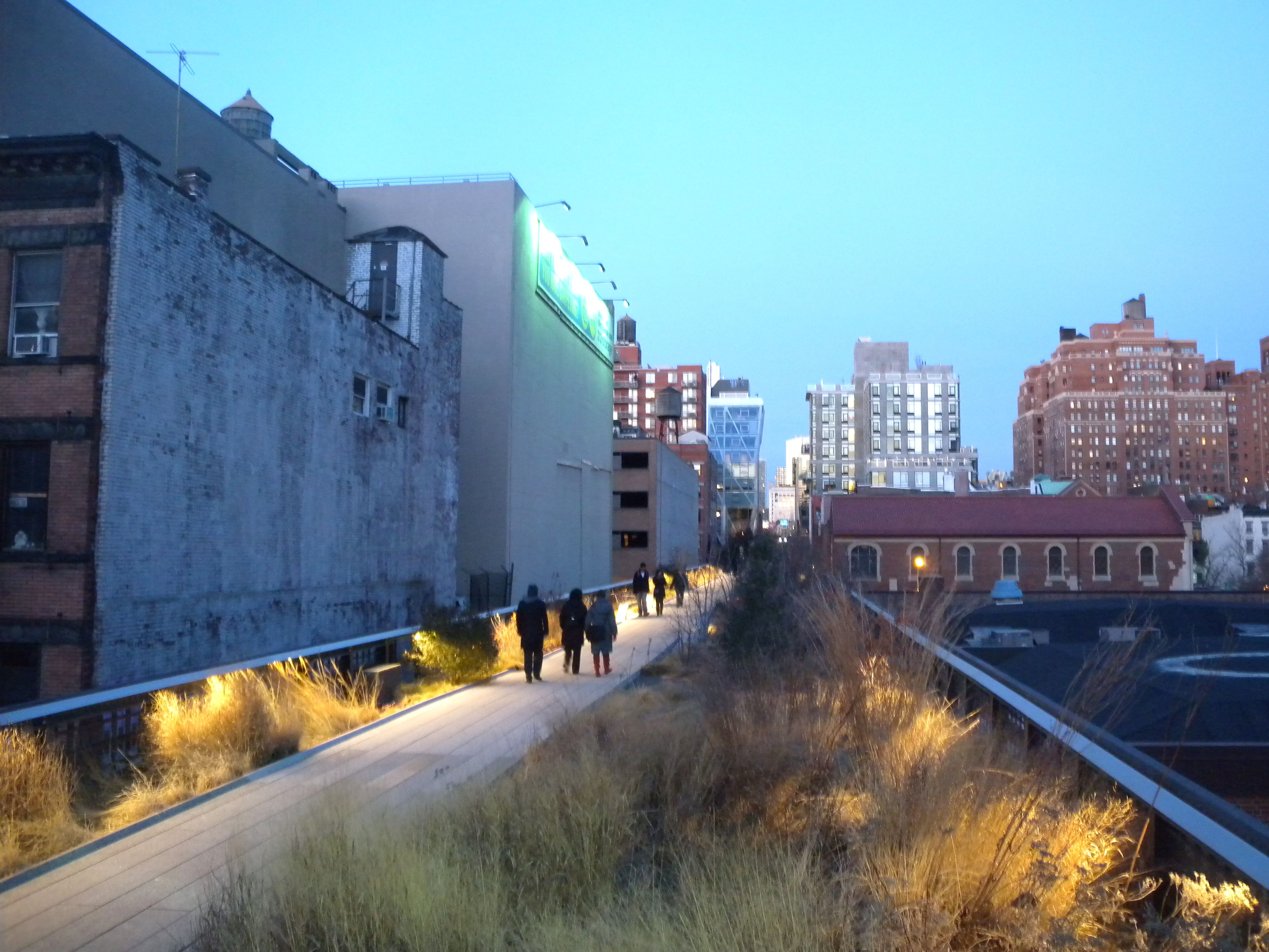
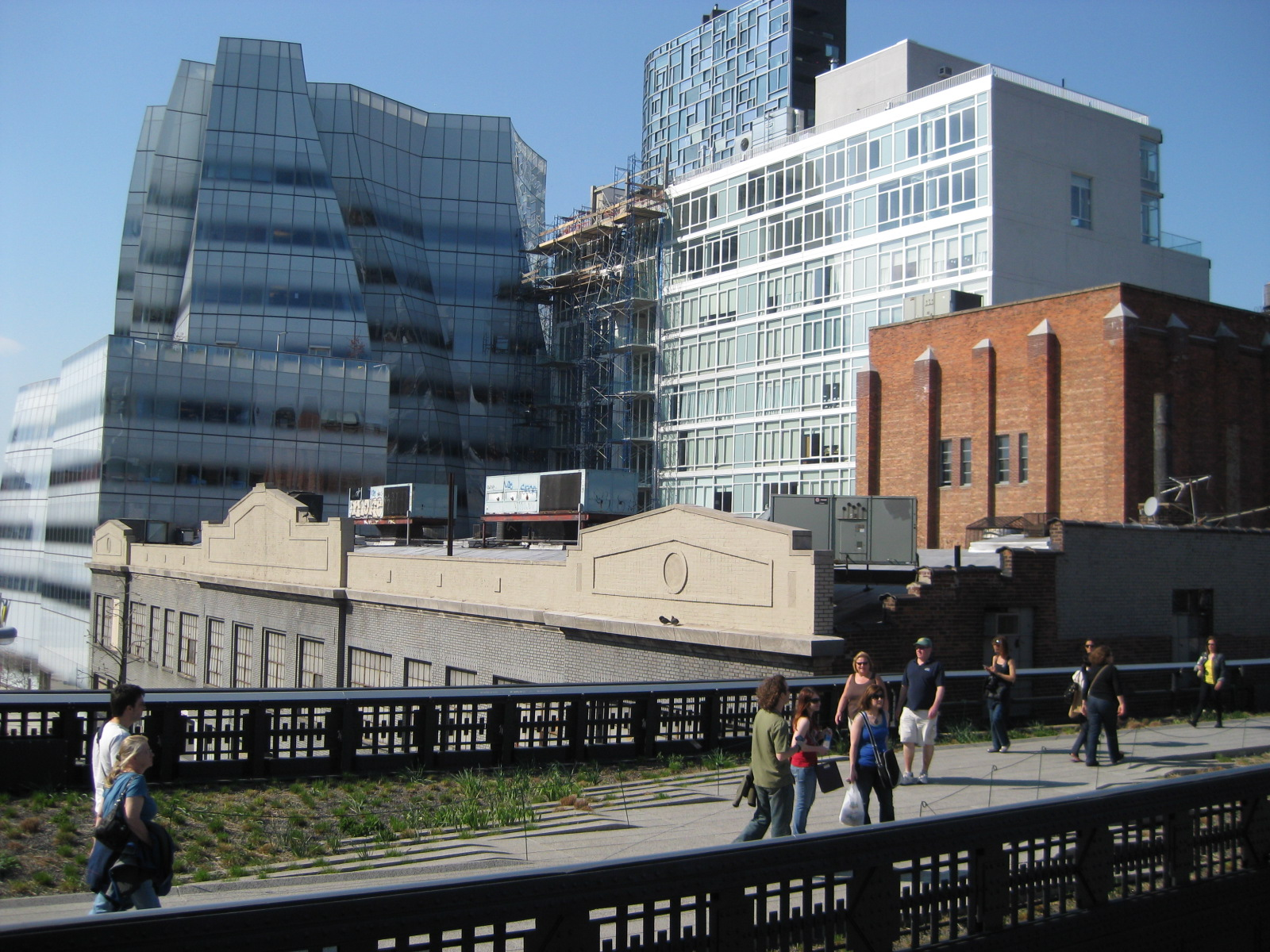